# Grammy Latino de 2008
A 9ª edição do Grammy Latino (ou Grammy Latino de 2008) aconteceu em 13 de novembro de 2008, no Toyota Center em Houston, Texas, e foi transmitida pela Univision. Os vencedores nas categorias de língua portuguesa foram anunciados no mesmo dia no Auditório Ibirapuera, em São Paulo. Juanes foi o grande vencedor da noite, ganhando 5 prêmios, incluindo Álbum do Ano.

## Categorias
Os vencedores estão em negrito.

### Geral
Gravação do Ano
Juanes — "Me Enamora"
- Andrea Bocelli & Laura Pausini — "Vive Ya! (Vivere)"
- Andrés Cabas — "Bonita"
- Café Tacuba — "Volver a Comenzar"
- Julieta Venegas — "El presente"

Álbum do Ano
Juanes — La Vida... Es un Ratico
- Ricardo Arjona — Quién Dijo Ayer
- Julieta Venegas — MTV Unplugged
- Vicente Fernández — Para Siempre
- Kany García — Cualquier Día

Canção do Ano
Juanes — "Me Enamora"
- Julieta Venegas — "El presente"
- Café Tacvba — "Esta Vez"
- Kany García — "Hoy Ya Me Voy"
- Aureo Baqueiro & Gian Marco — "Todavía"

Artista Revelação
Kany García
- Mónica Giraldo
- Diogo Nogueira
- Roberta Sá
- Ximena Sariñana

### Pop
Melhor Álbum Vocal Pop Feminino
Kany García — Cualquier Día
- Ana Gabriel — Arpegios de Amor: Requiem por Tres Almas
- Alejandra Guzmán — Fuerza
- Ednita Nazario — Real
- Rosario — Parte de Mí

Melhor Álbum Vocal Pop Masculino
Juanes — La Vida... Es un Ratico
- Ricardo Arjona — Quién Dijo Ayer
- Jeremías — Un Día Más En El Gran Circo
- Alejandro Lerner — Enojado
- Gian Marco — Desde Adentro

Melhor Álbum Vocal Pop em Dupla ou Grupo do Ano
Belanova — Fantasía Pop
- Hombres G — 10
- Kudai — Nadha
- Kumbia All Starz — Planeta Kumbia
- RBD — Empezar Desde Cero

### Urbano
Melhor Álbum de Música Urbana
Wisin & Yandel — Los Extraterrestres
- Alexis & Fido — Sobrenatural
- Tego Calderón — El Abayarde Contraataca
- Flex — Te Quiero: Romantic Style In Da World
- Tito, El Bambino — It's My Time

Melhor Canção de Música Urbana
Flex — "Te Quiero"
- Tingui & Daddy Yankee — "Al Son del Boom" (Miguelito feat. Daddy Yankee)
- Tito, El Bambino — "El Tra"
- Tego Calderón — "Ni Fu Ni Fa"
- Alexis, Fido & Toby Love — "Soy Igual Que Tú"

### Rock
Melhor Álbum Vocal de Rock Solo
Andrés Calamaro — La Lengua Popular
- Chetes — Efecto Dominó
- Alih Jey — Necia
- Juanse — Energía Divina
- Loquillo — Balmoral
- Siddhartha — Why You?

Melhor Álbum Vocal de Rock de Dupla ou Grupo
Molotov — Eternamiente
- Bersuit — ?
- Catupecu Machu — Laberintos Entre Artistas y Dialectos
- Héroes del Silencio — Tour 2007
- Panda — Sinfonía Soledad

Melhor Canção de Rock
Café Tacuba — "Esta Vez"
- Javier Morales — "Ayer" (Black Guayaba)
- Andrés Calamaro & Cachorro López — "Carnaval de Brasil" (Andrés Calamaro)
- Andrés Calamaro — "Mi Gin Tonic"
- Randy Ebright — "Yofo" (Molotov)

### Alternativo
Melhor Álbum de Música Alternativa
Julieta Venegas — MTV Unplugged
- Babasónicos — Mucho
- Café Tacuba — Si No
- Circo — Cursi
- Manu Chao — La Radiolina

Melhor Canção Alternativa
Café Tacuba — "Volver a Comenzar"
- José Luis Abreu, Marteen Andruet & Orlando Méndez — "Alguien" (Circo)
- Andrés Calamaro — "5 Minutos Más (Minibar)"
- Juan Campodónico & Fernando Santullo — "El Mareo" (Bajofondo feat. Gustavo Cerati)
- Ximena Sariñana — "Normal"
- María del Mar Rodríguez Carnero — "Papeles Mojados" (Chambao)

### Tropical
Melhor Álbum de Salsa
Marc Anthony — El Cantante
- Grupo Galé — Auténtico
- Víctor Manuelle — Soy
- Maelo Ruiz — Puro Corazón...
- Gilberto Santa Rosa — Contraste

Melhor Álbum de Cumbia/Vallenato
Peter Manjarrés, Emiliano Zuleta & Sergio Luis — Sólo Clásicos
- Chicas de Canela — Chicas de Canela
- El Combo de las Estrellas — Somos La Esencia
- Gusi & Beto — La Mandarina
- Emilianito Zuleta and Toba Zuleta — Palabra de Honor

Melhor Álbum de Música Tropical - Contemporâneo
José Feliciano — Señor Bachata
- Joe Arroyo — El Súper Joe
- Fonseca — Gratitud
- Adriana Lucía — Porro Nuevo
- Olga Tañón — Éxitos en Dos Tiempos

Melhor Álbum de Música Tropical ‑ Tradicional
Gloria Estefan — 90 Millas
- Albita, Rey Ruiz & Donato Poveda — Cuba: Un Viaje Musical
- Chucho Avellanet com Trío Los Andinos — Bohemio
- Edwin Colón Zayas — El Cuarto Puertorriqueño... Reafirmación
- Víctor Manuelle — Una Navidad A Mi Estilo

Melhor Canção Tropical
- Emilio Estefan, Jr., Gloria Estefan, Alberto Gaitán & Ricardo Gaitán — "Píntame De Colores" (Gloria Estefan)
- Juan José Hernández — "Conteo Regresivo" (Gilberto Santa Rosa)
- Víctor Manuelle — "Llegó El Amor" (Gilberto Santa Rosa)
- Jorge Celedón — "Me Vio Llorar" (Jorge Celedón & Jimmy Zambrano)

### Cantor-Compositor
Melhor Álbum de Cantor-Compositor
Fito Páez — Rodolfo
- Djavan — Matizes
- Gilberto Gil — Banda Larga Cordel
- Pablo Milanés — Regalo
- Tommy Torres — Tarde O Temprano

### Música Regional Mexicana
Melhor Álbum de Música Ranchera
Vicente Fernández — Para Siempre
- Pepe Aguilar — 100% Mexicano
- Pedro Fernández — Dime Mi Amor
- Los Temerarios — Recuerdos del Alma
- Jenni Rivera — La Diva en Vivo

Melhor Álbum de Banda
Los Horóscopos de Durango — Ayer, Hoy y Siempre
- Banda el Recodo — Qué Bonito... ¡Es Lo Bonito!
- El Chapo — Mis Rancheras Consentidas
- Los Creadorez del Pasito Duranguense de Alfredo Ramírez — Listos, Montados y Armados
- Joan Sebastian — No Es De Madera

Melhor Álbum de Música Tejana
Emilio Navaira — De Nuevo
- Chente Barrera & Taconazo — Music Lessons
- Jimmy González & El Grupo Mazz — Incomparable
- Freddie Martínez — The Legend Returns
- Elida Reyna — Domingo

Melhor Álbum de Música Nortenha
Siggno — Six Pack
- Conjunto Primavera — Que Ganas de Volver
- Los Palominos — Me Enamoré de un Angel
- Los Tigres del Norte — Raíces
- Pesado — Corridos: Defendiendo el Honor

Melhor Canção Regional Mexicana
Joan Sebastian — "Estos Celos" (Vicente Fernández)
- Freddie Martínez, Jr. — "Búscame En El Cielo" (Jimmy González & El Grupo Mazz)
- Charlie Corona and Jesse Turner — "Decirte Te Quiero" (Siggno)
- Adolfo Angel — "Si Tú Te Vas" (Los Temerarios)

### Instrumental
Melhor Álbum Instrumental
Orquesta Filarmónica de Bogotá — Orquesta Filarmómoca de Bogotá - 40 Años
- Kenny G — Rhythm & Romance
- Paulo Moura — Pra Cá E Para Lá
- Gonzalo Rubalcaba — Avatar
- Bebo Valdés & Javier Colina — Live at the Village Vanguard

### Tradicional
Melhor Álbum Folclórico
Cholo Valderrama — Caballo!
- Damaris — Mil Caminos
- Mariza — Terra
- Perú Negro — Zamba Malató
- Walter Silva — 20 Éxitos

Melhor Álbum de Tango
Vários Artistas — Buenos Aires, Días y Noches de Tango
- Esteban Morgado Cuarteto — Milongueros
- Luis Salinas — Tango
- Javier Vinasco & Edith Ruiz — Astos Piazzolla/Heitor Villa-Lobos
- Pablo Ziegler, Quique Sinesi & Walter Castro — Buenos Aires Report

Melhor Álbum Flamenco
Juan Habichuela — Una Guitarra En Granada
- Diego Amador — Río de los Canasteros
- Camarón de la Isla — Reencuentro
- Esperanza Fernández — Recuerdos
- Lole — Metáfora

### Jazz
Melhor Álbum de Jazz Latino
Caribbean Jazz Project feat. Dave Samuels — Afro Bop Alliance
- Hamilton de Holanda Quinteto — Brasilianos 2
- Pau Brasil — Nonada
- David Sánchez — Cultural Survival
- Charlie Sepúlveda & The Turnaround — Charlie Sepulveda & The Turnaround

### Cristã
Melhor Álbum de Música Cristã
Soraya Moraes — Tengo Sed de Tí
- Aline Barros — Refréscate!
- Alex Campos — Cuidaré de Ti
- Jesús Adrián Romero — Ayer Te Ví... Fue Más Claro Que La Luna
- Marcos Witt — Sinfonía del Alma

Melhor Álbum de Música Cristã (Língua Portuguesa)
Soraya Moraes — Som Da Chuva
- Aline Barros — Aline Barros & CIA 2
- Fernanda Brum — Cura-Me
- Toque No Altar — E Impossivel Mas Deus Pode
- André Valadão — Sobrenatural
- Italo Villar — Deus Sonha Com Vocé

### Língua Portuguesa
Melhor Álbum de Pop Contemporâneo Brasileiro
Vanessa da Mata — Sim
- Arnaldo Antunes — Ao Vivo no Estúdio
- Danni Carlos — Música Nova
- Ney Matogrosso — Inflassificáveis
- Rosa Passos — Romance

Melhor Álbum de Rock Brasileiro
CPM 22 — Cidade Cinza
- Charlie Brown Jr. — Ritmo, Ritual e Responsa
- Detonautas Roque Clube — O Retorno de Saturno
- Nação Zumbi — Fome de Tudo
- Pitty — {Des}concerto ao Vivo - 06-07-07 Traje: (Rock Fino)

Melhor Álbum de Samba/Pagode
Paulinho da Viola — Acústico MTV
Maria Rita — Samba Meu
- Beth Carvalho — Canta o Samba da Bahia ao Vivo
- Arlindo Cruz — Sambista Perfeito
- Luiz Melodia — Estação Melodia

Melhor Álbum de MPB
Seu Jorge — América Brasil o Disco
- Maria Bethânia — Dentro do Mar Tem Rio - Ao Vivo
- Chico Buarque — Chico Buarque Carioca - Ao Vivo
- Omara Portuondo & Maria Bethânia — Omara Portuondo e Maria Bethânia
- Roberta Sá — Que Belo Estranho Dia Pra Se Ter Alegria
- Caetano Veloso — Multishow ao Vivo Cê

Melhor Álbum de Música Romântica
César Menotti & Fabiano — .com Você
- Bruno & Marrone — Acústico II - Volume 1
- Daniel — Difícil Não Falar de Amor
- Leonardo — Coração Bandido
- Roberta Miranda — Senhora Raiz

Melhor Álbum de Raízes Brasileiras
Elba Ramalho — Qual o Assunto Que Mais Lhe Interessa?
- Harmonia do Samba — Esse Som Vai Te Levar - Ao Vivo
- Trio Curupira — Pés no Brasil, Cabeça no Mundo
- Trio Virgulino — 26 Anos de Estrada
- Victor & Leo — Ao Vivo em Uberlândia

Melhor Álbum Raízes Brasileiras/Regional
Chitãozinho & Xororó — Grandes Clássicos Sertanejos Acústico I
- Pedro Bento & Zé da Estrada — 50 Anos de Mariachis & Grandes Sucessos Sertanejos
- Banda Calypso —  Acústico
- Cezar & Paulinho — Companheiro é Companheiro
- Siba e A Fuloresta — Toda Vez Que Eu Dou Um Passo o Mundo Sai Dolugar

Melhor Canção Brasileira
Marco Moraes & Soraya Moraes — "Som da Chuva" (Soraya Moraes)
- Vanessa da Mata & Sérgio Mendes — "Acode"
- Dudu Falcão — "Coisas Que Eu Sei" (Danni Carlos)
- Djavan — "Delírio dos Mortais"
- Jota Maranhão & Jorge Vercillo — "Ela Une Todas as Coisas" (Jorge Vercillo)

### Infantil
Melhor Álbum Infantil Latino
Miguelito — El Heredero
- Claraluna — Un Lugar Llamado Colombia
- Raquel Durães — Hora de Dormir
- Niños Adorando — Niños Adorando 3
- Remi — Alegrate
- Strings For Kids — Acordes para Hormiguitas y Menudas Criaturas

### Clássica
Melhor Álbum de Música Clássica
Plácido Domingo — Pasión Española
- Gustavo Dudamel — Fiesta
- Sérgio & Odair Assad — Jardim Abandonado
- Sílvio Barbato & Turíbio Santos — Violão Sinfônico

Melhor Composição Clássica Contemporânea
Carlos José Castro — "Concierto del Sol" (Orquesta Filarmónica de Costa Rica)

Sergio Assad — "Tahhiyya Li Ossoulina" (Sérgio & Odair Assad)
- Jorge Liderman — "Barcelonazo" (Jorge Liderman)
- Roberto Valera — "Non Divisi" (Camerata Romeu)
- Aurelio De La Vega — "Variación del Recuerdo" (The North/South Chamber Orchestra)

### Pacote de Gravação
Melhor Pacote de Gravação
Leicia Gotlibowski, Daniel Kotliar, Karina Levy, Andres Mayo & Mercedes Sencio — Buenos Aires, Días y Noches de Tango (Vários Artistas)
- Santiago Velazco-Land — Cara B (Jorge Drexler)
- Jorge du Peixe and Valentina Trajano — Fome de Tudo (Nação Zumbi)
- Gaspar Guerra — Gózalo (Orquesta La 33)
- Fritz Torres — Tijuana Sound Machine (Nortec Collective presents Bostich and Fussible)

### Produção
Melhor Engenharia de Som
Moogie Canazio & Luiz Tornaghi — Dentro Do Mar Tem Rio - Ao Vivo (Maria Bethânia)
- Humberto Gatica & Bernie Grundman — David Cavazos (David Cavazos)
- Gabriel Peña, Héctor Iván Rosa, Bobby Valentín & José Lugo — Evolution (Bobby Valentín)
- Ariel Alejandro Gato — Obra Inversa (Obra Inversa)
- Chris Brooke, Steve Churchyard, Humberto Gatica, Rodolfo Vazquez & Stephen Marcussen — Rhythm & Romance (Kenny G)
  - Engenheiros:
- Carlos "KK" Akamine, Al Schmitt & Doug Sax — Romance (Rosa Passos)

Produtor do Ano
Sergio George
- Alejandro Acosta, Bob Benozzo & Roberto Cantero
- Tweety González & Ximena Sariñana
- Javier Limón
- Cachorro Lopez

### Vídeo Musical
Melhor Vídeo Musical Curto
Juanes — "Me Enamora"
- Babasónicos — "Pijamas"
- Bajofondo — "Pa' Bailar"
- Manu Chao — "Me Llaman Calle"
- Molotov — "Yofo"

Melhor Vídeo Musical Longo
Julieta Venegas — MTV Unplugged
- Miguel Bosé — Papitour
- Gloria Estefan — 90 Millas
- Joan Manuel Serrat & Joaquín Sabina — Dos Pajaros de un Tiro
- Vários Artistas — Buenos Aires, Días y Noches de Tango